# قارینشی
قارینشی (انگلیسی: Karynshi) یک شهرک در استان قراغندی کشور قزاقستان است.